# Jari Aarnio
Jari Seppo Aarnio, född 5 september 1957 i Helsingfors, är en före detta chef för Helsingfors narkotikapolis och "Årets Polis" i Finland 1987, som sedan dess dömts till fängelse för flera brott.
Aarnio häktades 2013 efter en längre tids spaning misstänkt för flera brott, varav han dömdes till tre års fängelse 2015 och 2016. Helsingfors hovrätt dömde 2019 Aarnio till ytterligare 10 års fängelse för bland annat, grovt narkotikabrott och grovt vilseledande och manipulation av bevismaterial.
2020 åtalades Aarnio för mordet på svensk-turkiska Volkan Ünsal. Aarnio fälldes i tingsrätten, men den 4 februari 2022 meddelade Helsingfors hovrätt att Aarnio frias. Hovrätten friade även Arnio i den andra delen av åtalet som avsåg medhjälp till mord.